# La Nueva Libertad
La Nueva Libertad (en francés: La Nouvelle Liberté) es un popular monumento de la ciudad de Duala (Camerún), concretamente en la zona de Deido.
Su instalación comenzó en julio de 1996 por parte de un artista llamado Joseph Sumégné. Este proceso no estuvo exento de polémica, ya que el artista fue mal interpretado por el trabajo que está hecho especialmente con un conjunto de piezas metálicas. El monumento mide 12 metros de altura, fue concluido once años más tarde por su creador, e inaugurado en diciembre de 2007 por el Delegado del Gobierno de la comunidad urbana en el "Salón Urbano de Duala". Esta obra fue donada por su autor a la ciudad de Duala. En la actualidad, forma parte del patrimonio municipal y se convirtió en un emblema de la ciudad de Douala.